# موریس جونز (بازیکن فوتبال)
موریس جونز (انگلیسی: Morris Jones; ۳۰ نوامبر ۱۹۱۹ – ۱۹۹۳ (۷۳−۷۴ سال)) بازیکن فوتبال اهل بریتانیا بود.
از باشگاه‌هایی که در آن بازی کرده‌است می‌توان به باشگاه فوتبال کریستال پالاس، باشگاه فوتبال پورت ویل، باشگاه فوتبال سوئیندون تاون و باشگاه فوتبال واتفورد اشاره کرد.